# Chiesa di San Giovanni Evangelista (Montale)

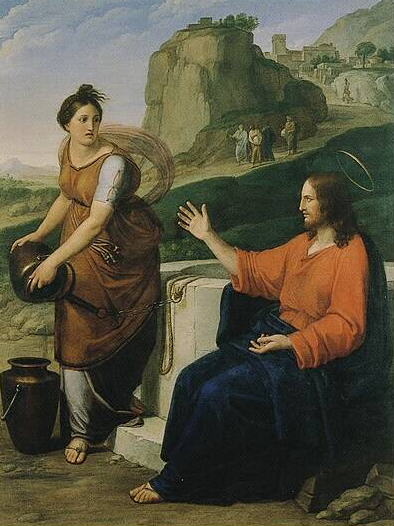
Samaritana di Pietro Benvenuti

La chiesa di San Giovanni Evangelista si trova a Montale, in provincia di Pistoia.

## Storia
La data di fondazione della chiesa non è nota. In origine è una pieve S. Giovanni Battista a Villiano. Se ne ha notizia in un documento del dicembre 957. 
Si trovava in posizione isolata lungo una strada importante, luogo di sosta per le valli della Limentra. Dopo l'XI secolo attorno ad essa si formò un nucleo rurale abitato. La pieve faceva parte della proprietà patrimoniale della cattedrale di Pistoia.
La chiesa altomedievale fu ricostruita tra il XI ed il XII secolo. Nella prima metà del Cinquecento fu consacrata a san Giovanni Evangelista e nel 1806 fu trasformata radicalmente nell'edificio attuale.

## Descrizione
Di antiche origini, è stata rifatta in epoca successiva, sulla scorta di un semplificato gusto neoclassico. 

### Esterno
L'ingresso è preceduto un loggiato, con volte a crociera, costituito da tre campate con archi a tutto sesto.

### Interno
La chiesa è a navata singola. Il pavimento è in marmo bicromo disposto a scacchiera, Lo spazio è scandito in tre sezionI da due serliane identiche, incorniciate da colonne ioniche: l'aula, coperta da una volta a botte unghiata, il presbiterio e il coro, entrambi sormontati da cupole affrescate. Sulla parete opposta a quella della facciata è presente una cantoria lignea, che contiene un organo Agati. Le pareti laterali sono ripartite da paraste, anch'esse ioniche, che incorniciano dipinti e sorreggono una cornice modanata. 
All'interno si segnala la presenza di tre dipinti: un'Annunciazione del veronese Sebastiano Vini, datata 1552; una Crocifissione, già presenziente il barocco, attribuita all'ambito di Ludovico Cardi detto il Cigoli; e una Samaritana di Pietro Benvenuti.
Gli affreschi nelle cupole (in quella maggiore, quella del presbiterio, è rappresentata la Visione di san Giovanni a Patmos) sono di Luigi Sabatelli, uno dei maggiori interpreti del classicismo romantico fiorentino.